# Castiglione (Haute-Corse)
Castiglione település Franciaországban, Haute-Corse megyében. Lakosainak száma 41 fő (2022. január 1.). Castiglione Popolasca, Asco, Castirla, Corscia, Moltifao és Prato-di-Giovellina községekkel határos.

## Népesség
A település népességének változása:
| Lakosok száma | 78   | 48   | 22   | 32   | 38   | 40   | 42   | 42   | 42   | 41   |
|               | 1968 | 1982 | 1990 | 2006 | 2013 | 2015 | 2017 | 2019 | 2020 | 2022 |